# Indipendenza lineare
In matematica, e più precisamente in algebra lineare, l'indipendenza lineare di un insieme di vettori appartenenti a uno spazio vettoriale si verifica se nessuno di questi può essere espresso come una combinazione lineare degli altri. In caso contrario si dice che l'insieme di vettori è linearmente dipendente.
L'indipendenza di {\displaystyle n} vettori in {\displaystyle \mathbb {R} ^{n}} può essere verificata tramite il determinante della matrice ottenuta affiancando le n-uple che esprimono i vettori in una data base: questi sono indipendenti precisamente quando la matrice che formano ha determinante diverso da zero. Questo procedimento di calcolo è però in generale dispendioso, e conviene piuttosto utilizzare l'algoritmo di Gauss-Jordan.

## Definizione
Sia {\displaystyle V} uno spazio vettoriale su un campo {\displaystyle K}. Dati {\displaystyle \mathbf {v} _{1},\mathbf {v} _{2},\dots ,\mathbf {v} _{n}} elementi di {\displaystyle V}, si dice che essi sono linearmente indipendenti su {\displaystyle K} se in tale campo la relazione:
{\displaystyle \sum _{i=1}^{n}a_{i}\mathbf {v} _{i}=a_{1}\mathbf {v} _{1}+a_{2}\mathbf {v} _{2}+\cdots +a_{n}\mathbf {v} _{n}=\mathbf {0} \qquad a_{i}\in K}
è verificata solo se gli elementi {\displaystyle a_{1},a_{2},\dots ,a_{n}} sono tutti uguali a zero. Se invece tali n-uple di elementi non nulli del campo esistono, allora si dice che {\displaystyle \mathbf {v} _{1},\mathbf {v} _{2},\dots ,\mathbf {v} _{n}} elementi di {\displaystyle V} sono linearmente dipendenti.
La definizione si estende anche a un insieme infinito di vettori di {\displaystyle V}: questi sono linearmente indipendenti se lo sono tutti i sottoinsiemi finiti.
Il concetto di indipendenza lineare è di grande importanza, poiché un insieme di vettori linearmente indipendenti forma una base per il sottospazio da lui generato, e quindi il loro numero risulta essere la dimensione di questo spazio.

## Lo spazio proiettivo delle dipendenze lineari
Si consideri l'insieme {\displaystyle S} costituito dai vettori {\displaystyle \mathbf {v} _{1},\mathbf {v} _{2},\dots ,\mathbf {v} _{n}}. Si dice dipendenza lineare per {\displaystyle S} un vettore {\displaystyle \mathbf {a} =(a_{1},a_{2},\dots ,a_{n})} di {\displaystyle K^{n}} diverso da {\displaystyle \mathbf {0} =(0,\dots ,0)} tale che:
{\displaystyle a_{1}\mathbf {v} _{1}+\cdots +a_{n}\mathbf {v} _{n}=0}
Se una tale dipendenza lineare esiste, allora gli n vettori sono linearmente dipendenti. Data una dipendenza lineare {\displaystyle \mathbf {d} } per un insieme {\displaystyle S} di {\displaystyle n} vettori, ogni vettore {\displaystyle \alpha \mathbf {d} } proporzionale a essa, con {\displaystyle \alpha \neq 0} appartenente a {\displaystyle K}, è una dipendenza lineare per lo stesso {\displaystyle S}. Questo rende lecito identificare due dipendenze lineari l'una multipla non nulla dell'altra.
In conseguenza di tale identificazione, l'insieme di tutte le dipendenze lineari per l'insieme costituito dai vettori {\displaystyle \mathbf {v} _{1},\mathbf {v} _{2},\dots ,\mathbf {v} _{n}} è uno sottospazio dello spazio proiettivo {\displaystyle P(K^{n})}.

## Esempi

### Nel piano
I vettori {\displaystyle (1,1)} e {\displaystyle (-3,2)} in {\displaystyle R^{2}} sono linearmente indipendenti. Infatti, siano {\displaystyle a} e {\displaystyle b} due numeri reali tali che: 
{\displaystyle a(1,1)+b(-3,2)\,=\,(0,0)}
allora:
{\displaystyle (a-3b,a+2b)=(0,0)}
cioè:
{\displaystyle a-3b=0\qquad a+2b=0}
risolvendo per {\displaystyle a} e {\displaystyle b}, si trova {\displaystyle a=0} e {\displaystyle b=0}.

### Base canonica
Sia {\displaystyle V=\mathbb {R} ^{n}} e si considerino i seguenti elementi in {\displaystyle V}:
{\displaystyle {\begin{aligned}\mathbf {e} _{1}&:=(1,0,0,\ldots ,0)\\\mathbf {e} _{2}&:=(0,1,0,\ldots ,0)\\\vdots \\\mathbf {e} _{n}&:=(0,0,0,\ldots ,1)\end{aligned}}}
allora {\displaystyle \mathbf {e} _{1},\mathbf {e} _{2},\dots \mathbf {e} _{n}} sono linearmente indipendenti. Infatti, si supponga che {\displaystyle a_{1},a_{2},\dots a_{n}} siano elementi di {\displaystyle \mathbb {R} } tali che:
{\displaystyle a_{1}\mathbf {e} _{1}+a_{2}\mathbf {e} _{2}+\cdots +a_{n}\mathbf {e} _{n}\,=\,0}
Poiché:
{\displaystyle a_{1}\mathbf {e} _{1}+a_{2}\mathbf {e} _{2}+\cdots +a_{n}\mathbf {e} _{n}=(a_{1},a_{2},\ldots ,a_{n})}
allora {\displaystyle a_{i}=0} per ogni {\displaystyle i} in {\displaystyle \{1,\dots n\}}.

### Funzioni
Sia {\displaystyle V} lo spazio vettoriale di tutte le funzioni da {\displaystyle \mathbb {R} } in {\displaystyle \mathbb {R} }. Indicando con {\displaystyle t} la variabile reale, le funzioni {\displaystyle e^{t}} ed {\displaystyle e^{2t}} in {\displaystyle V} sono linearmente indipendenti. Infatti, si supponga che {\displaystyle a} e {\displaystyle b} siano due numeri reali tali che:
{\displaystyle ae^{t}+be^{2t}=0}
per ogni valore di {\displaystyle t}. Si deve dimostrare che {\displaystyle a=0} e {\displaystyle b=0}. A questo scopo si differenziano entrambi i membri della precedente relazione per avere:
{\displaystyle ae^{t}+2be^{2t}=0}
Sottraendo la prima relazione dalla seconda, si ottiene:
{\displaystyle be^{2t}=0}
e, considerando il valore particolare {\displaystyle t=0}, si ha {\displaystyle b=0}.
Dalla prima relazione allora:
{\displaystyle ae^{t}\,=\,0}
e di nuovo per {\displaystyle t=0} si trova {\displaystyle a=0}.